# Весёлое (Бахмутский район)
Весёлое (укр. Веселе) — село Соледарской городской общине Бахмутского района Донецкой области Украины.
Население по данным всеукраинской переписи 2001 года составляло 102 человека.